# يوسف إدريس
يوسف إدريس علي (19 مايو 1927 - 1 أغسطس 1991)، كاتب قصصي، مسرحي، وروائي مصري ولد سنة 1927 في البيروم التابعة لمركز فاقوس، محافظة الشرقية، مصر وتوفي في 1 أغسطس عام 1991 عن عمر يناهز 64 عام. وقد حاز على بكالوريوس الطب عام 1947 وفي 1951 تخصص في الطب النفسي.

## حياته
ولد يوسف إدريس في 19 مايو 1927 وكان والده متخصصاً في استصلاح الأراضي ولذا كان متأثراً بكثرة تنقل والده وعاش بعيداً عن المدينة وقد أرسل ابنه الكبير (يوسف) ليعيش مع جدته في القرية.
لما كانت الكيمياء والعلوم تجتذب يوسف فقد أراد أن يكون طبيباً. وفي سنوات دراسته بكلية الطب اشترك في مظاهرات كثيرة ضد المستعمرين البريطانيين ونظام الملك فاروق. وفي 1951 صار السكرتير التنفيذي للجنة الدفاع عند الطلبة، ثم سكرتيراً للجنة الطلبة. وبهذه الصفة نشر مجلات ثورية وسجن وأبعد عن الدراسة عدة أشهر. وكان أثناء دراسته للطب قد حاول كتابة قصته القصيرة الأولى، التي لاقت شهرة كبيرة بين زملائه.
عمل كطبيب بالقصر العيني 1951-1960؛ حاول ممارسة الطب النفساني سنة 1956، مفتش صحة، ثم صحفي محرر بالجمهورية، 1960، كاتب بجريدة الأهرام، 1973 حتى عام 1982.
سافر عدة مرات إلى جل العالم العربي وزار (بين 1953 و1980) كلاً من فرنسا، إنجلترا، أمريكا واليابان وتايلندا وسنغافورة وبلاد جنوب شرق آسيا. عضو كل من نادي القصة وجمعية الأدباء واتحاد الكتاب ونادي القلم الدولي.

## حياته الشخصية
متزوج من السيدة رجاء الرفاعي وله ثلاثة أولاد المهندس سامح والمرحوم بهاء والسيدة نسمة.

## حياته الأدبية
منذ سنوات الدراسة الجامعية وهو يحاول نشر كتاباته. وبدأت قصصه القصيرة تظهر في المصري وروز اليوسف. وفي 1954 ظهرت مجموعته أرخص الليالي. وفي 1956 حاول ممارسة الطب النفسي ولكنه لم يلبث أن تخلى عن هذا الموضوع وواصل مهنة الطب حتى 1960 إلى أن انسحب منها وعين محرراً بجريدة الجمهورية وقام بأسفار في العالم العربي فيما بين 1956-1960. في 1957 تزوج يوسف إدريس.
في 1961 انضم إلى المناضلين الجزائريين في الجبال وحارب معارك استقلالهم ستة أشهر وأصيب بجرح وأهداه الجزائريون وساماً إعراباً عن تقديرهم لجهوده في سبيلهم وعاد إلى مصر، وقد صار صحفياً معترفاً به حيث نشر روايات قصصية، وقصصاً قصيرة، ومسرحيات.
وفي 1963 حصل على وسام الجمهورية واعترف به ككاتب من أهم كتّاب عصره. إلا أن النجاح والتقدير أو الاعتراف لم يخلّصه من انشغاله بالقضايا السياسية، وظل مثابراً على التعبير عن رأيه بصراحة، ونشر في 1969 المخططين منتقداً فيها نظام عبد الناصر ومنعت المسرحية، وإن ظلت قصصه القصيرة ومسرحياته غير السياسية تنشر في القاهرة وفي بيروت. وفي 1972، اختفى من الساحة العامة، على أثر تعليقات له علنية ضد الوضع السياسي في عصر السادات ولم يعد للظهور إلا بعد حرب أكتوبر 1973 عندما أصبح من كبار كتّاب جريدة الأهرام.

## الجوائز
- حصل على كل من وسام الجزائر (1961)
- وسام الجمهورية (1963 و1967)
- وسام العلوم والفنون من الطبقة الأولى (1980)

## مؤلفاته

### قصص
- أرخص ليالي سلسلة «الكتاب الكبير الذهبي»، روز اليوسف، ودار النشر القومي، 1954.
- جمهورية فرحات، قصص ورواية تدور حول الصول فرحات وأفكاره عن عالم الشرطة والأجرام. القصة تم نشرها في مشروع كتاب في جريدة. القاهرة، دار النشر القومية، 1957. وفي هذه المجموعة رواية: قصة حب التي نُشرت بعدها مستقلة في كتاب صادر عن دار الكاتب المصري بالقاهرة.
- البطل، القاهرة، دار الفكر، 1957.
- حادثة شرف، بيروت، دار الآداب، والقاهرة، عالم الكتب، 1958.
- أليس كذلك؟، القاهرة، مركز كتب الشرق الأوسط، 1958. وصدرت بعدها تحت عنوان: قاع المدينة، عن الدار نفسها.
- آخر الدنيا، القاهرة، سلسلة «الكتاب الذهبي» روز اليوسف، 1961.
- العسكري الأسود، القاهرة، دار المعارف، 1962؛ وبيروت، دار الوطن العربي، 1975 مع رجال وثيران والسيدة فيينا.
- قاع المدينة، القاهرة، مركز كتب الشرق الأوسط، 1964. وهي مجموعة قصصية تتناول الحياة والشخصيات والبيئة المصرية والحس الوطني في فترة من فترات تاريخ مصر الهامة، من خلال عدد من القصص القصيرة.
- لغة الآي آي، القاهرة، سلسلة «الكتاب الذهبي»، روز اليوسف، 1965.
- النداهة، القاهرة، سلسلة «رواية الهلال»، دار الهلال، 1969؛ ط2 تحت عنوان مسحوق الهمس، بيروت، دار الطليعة، 1970.
- بيت من لحم، القاهرة، عالم الكتب، 1971.
- المؤلفات الكاملة، ج 1: القصص القصيرة، القاهرة، عالم الكتب، 1971.
- ليلة صيف، بيروت، دار العودة، د.ت. والكتاب بمجمله مأخوذ من مجموعة: أليس كذلك؟
- أنا سلطان قانون الوجود، القاهرة، مكتبة غريب، 1980.
- أقتلها، القاهرة، مكتبة مصر، 1982.
- العتب على النظر، القاهرة، مركز الأهرام، 1987.
- قصة مصرية جدا: قصص لم تُنشر في مجموعات، إعداد وتقديم عبير سلامة، القاهرة، الهيئة العامة لقصور الثقافة، 2008.

### روايات
- رواية: قصة حب، (1957).
- رواية: الحرام، القاهرة، سلسلة «الكتاب الفضي»، دار الهلال، 1959.
- رواية: العيب، القاهرة، سلسلة «الكتاب الذهبي»، دار الهلال، 1962.
- رواية: العسكري الأسود، (1962).
- رواية: رجال وثيران، القاهرة، المؤسسة المصرية العامة، 1964.
- رواية البيضاء، بيروت، دار الطليعة، 1970.
- رواية: فيينا 60، بيروت، دار العودة 1977.
- رواية: نيويورك 80، القاهرة، مكتبة مصر، 1980.
- (نظرة) حارة في القاهرة
- أكان لابد يا لي لي أن تضيء النور؟

### مسرحيات
1- ملك القطن (و) جمهورية فرحات، القاهرة، المؤسسة القومية. 1957 مسرحيتان.
2- اللحظة الحرجة، القاهرة، سلسلة «الكتاب الفضي»، روز اليوسف، 1958.
3- الفرافير، القاهرة، دار التحرير، 1964. مع مقدمة عن المسرح المصري.
4- المهزلة الأرضية، القاهرة سلسلة «مجلة المسرح» 1966.
5- المخططين، القاهرة، مجلة المسرح، 1969. مسرحية باللهجة القاهرية.
6- الجنس الثالث، القاهرة، عالم الكتب، 1971.
7- نحو مسرح عربي، بيروت، دار الوطن العربي، 1974. ويضم الكتاب النصوص الكاملة لمسرحياته: جمهورية فرحات، ملك القطن، اللحظة الحرجة، الفرافير، المهزلة الأرضية، المخططين والجنس الثالث.
8- البهلوان، القاهرة، مكتبة مصر، 1983.
9- أصابعنا التي تحترق

### مقالات
1- بصراحة غير مطلقة، القاهرة، سلسلة «كتاب الهلال»، 1968.
2- مفكرة يوسف إدريس، القاهرة، مكتبة غريب، 1971.
3- اكتشاف قارة، القاهرة، سلسلة «كتاب الهلال»، 1972.
4- الإرادة، القاهرة، مكتبة غريب، 1977.
5- عن عمد إسمع تسمع، القاهرة، مكتبة غريب، 1980.
6- شاهد عصره، القاهرة، مكتبة مصر، 1982.
7- «جبرتي» الستينات، القاهرة، مكتبة مصر، 1983، وهو متضمن حوار بينه وبين الأستاذ محمد حسنين هيكل.
8- البحث عن السادات، طرابلس (ليبيا)، المنشأة العامة. 1984.
9- أهمية أن نتثقف.. يا ناس، القاهرة، دار المستقبل العربي، 1985.
10- فقر الفكر وفكر الفقر، القاهرة، دار المستقبل العربي، 1985.
11- خلو البال، القاهرة، دار المعارف، 1986.
12- انطباعيات مستفزة، القاهرة، مركز الأهرام للترجمة والنشر، 1986.
13- الأب الغائب، القاهرة، مكتبة مصر، 1987.
14- عزف منفرد، القاهرة، دار الشروق، 1987.
15- الإسلام بلا ضفاف، القاهرة، الهيئة المصرية العامة للكتاب، 1989.
16- مدينة الملائكة، القاهرة، الهيئة المصرية…، 1989.
17- الإيدز العربي، القاهرة، دار المستقبل العربي، 1989.
18- على فوهة بركان، محمود فوزي، القاهرة، الدار المصرية اللبنانية، 1991. حوار.
19- ذكريات يوسف إدريس، القاهرة، المركز المصري العربي للنشر والصحافة والتوزيع، 1991.

## لمحة عنه
على هذا فقد عايش في مرحلة الشباب فترة حيوية من تاريخ مصر من جوانبه الثقافية والسياسية والاجتماعية، حيث الانتقال من الملكية بكل ما فيها من متناقضات، إلى الثورة بكل ما حملته من آمال، ثم النكسة وما خلفته من هزائم نفسية وآلام، ثم النصر في 73 بكل ما كان ينطوي عليه من استرداد لعزة وكرامة الشخصية المصرية، ثم الانفتاح وما تبع ذلك من آثار على المجتمع المصري من تخبط وتغير في بنيته الثقافية والنفسية والاجتماعية.. إنه رجل عاش كل هذه التقلبات، ليس كما يعيشها الإنسان العادي، بل كما يعيشها الفنان المبدع الذي تؤثر فيه تفاصيل الأحداث، ويعمل على أن يرصدها ليتمكن من تأثيره عليها، فجاء أدبه معبرا عن كل مرحلة من هذه المراحل، وناطقا برأيه عما يتغير ويحدث حولنا في هذا البلد وما يحدث في أبنائها، ولا سيما أنه كان في مطلع شبابه متأثرا بالفكر الماركسي بكل ما يحمله من هموم اجتماعية.
كان كاتبنا غزير الثقافة واسع الاطلاع بالشكل الذي يصعب معه عند تحديد مصادر ثقافته أن تقول إنه تأثر بأحد الروافد الثقافية بشكل أكبر من الآخر.. حيث اطلع على الأدب العالمي وخاصة الروسي وقرأ لبعض الكتاب الفرنسيين والإنجليز، كما كان له قراءاته في الأدب الآسيوي وقرأ لبعض الكتاب الصينيين والكوريين واليابانيين، وإن كان مما سجله النقاد عليه أنه لم يحفل كثيرا بالتراث الأدبي العربي وإن كان قد اطلع على بعض منه.
هذا من ناحية أدبية وفنية وثقافية عامة ساهمت في تشكيل وعيه العقلي والأدبي، ولعل ممارسته لمهنة الطب وما تنطوي عليه هذه الممارسة من اطلاع على أحوال المرضى في أشد لحظات ضعفهم الإنساني، ومعايشته لأجواء هذه المهنة الإنسانية ما أثر في وعيه الإنساني والوجداني بشكل كبير، مما جعل منه إنسانا شديد الحساسية شديد القرب من الناس شديد القدرة على التعبير عنهم، حتى لتكاد تقول إنه يكتب من داخلهم وليس من داخل نفسه.
بدأ نشر قصصه القصيرة منذ عام 1950، ولكنه أصدر مجموعته القصصية الأولى «أرخص ليالي» عام 1954، لتتجلى موهبته في مجموعته القصصية الثانية «جمهورية فرحات» عام 1956، الأمر الذي دعا عميد الأدب العربي «طه حسين» لأن يقول: «أجد فيه من المتعة والقوة ودقة الحس ورقة الذوق وصدق الملاحظة وبراعة الأداء مثل ما وجدت في كتابه الأول (أرخص ليالي) على تعمق للحياة وفقه لدقائقها وتسجيل صارم لما يحدث فيها..»
وهي ذات المجموعة التي وصفها أحد النقاد حينها بقوله: «إنها تجمع بين سمات ديستوفسكي وسمات كافكا معا». لم يتوقف إبداع الرجل عند حدود القصة القصيرة والتي صار علما عليها، حتى إنها تكاد تعرف به وترتبط باسمه، لتمتد ثورته الإبداعية لعالمي الرواية والمسرح.

## من أقواله[4]
- أكتب لأول مرة لأقول أني مرعوب يرعبني أن أكون ما زلت أحبك ويرعبني أكثر أن أكون شفيت من حبك.
- حياتنا سلسلة متشابكة من الصدف الصغيرة التي قد يغير وقوع إحداها قبل الأخرى بثوان أو بعدها بثوان مجرى حياتنا كله.
- أعمل إيه ؟ ما بلاقيش حد يفهمني، أضطر أركب الصعب بقى وأكلم نفسي!
- ما فائدة البنادق والرصاص ؟ ألكي تخضع هؤلاء الناس بقتل بعضهم ؟ وما فائدة القتل في قوم يحبون قتلاهم وموتاهم ؟
- المشاكل نحن نخلقها حين نفتقر إلى التفاؤل والتفاؤل هو الإرادة، وبالإرادة القوية تصبح الحياة كالبساط الممهد.

## وصلات خارجية
- يوسف إدريس على موقع IMDb (الإنجليزية)
- يوسف إدريس على موقع الموسوعة البريطانية (الإنجليزية)
- يوسف إدريس على موقع المكتبة المفتوحة (الإنجليزية)